# Siccia punctigera
Siccia punctigera är en fjärilsart som beskrevs av Felder 1874. Siccia punctigera ingår i släktet Siccia och familjen björnspinnare. Inga underarter finns listade i Catalogue of Life.